# Polákův kříž
Polákův kříž je pomník zbudovaný na severu České republiky, v Libereckém kraji v tamním Frýdlantském výběžku. Nachází se na jihozápadním úbočí Kančího vrchu nedaleko Albrechtic u Frýdlantu, které jsou součástí města Frýdlant.
Křížek upomíná na technika inženýra Zdeňka Poláka zaměstnaného ve frýdlantském Lesním závodě, kterého 8. prosince 1987 v těchto místech postihla náhlá srdeční příhoda, na jejíž následky ve věku 47 let skonal.